# Fox Animation Studios
Fox Animation Studios war eine amerikanische Animationsfirma mit Sitz in Phoenix, Arizona. Das Unternehmen war ein Teil von 20th Century Fox Animation.
Nach der finanziell erfolglosen Veröffentlichung des von den Sullivan Bluth Studios produzierten Films Däumeline im Jahr 1994, wurden die Animatoren Don Bluth und Gary Goldman von Bill Mechanic, dem damaligen Vorsitzenden von 20th Century Fox, als kreative Köpfe des Animationsstudios bestimmt. Mechanic und John Matoian, Präsident von Fox Family Films, brachten auch Stephen Brain, Executive Vice President bei Silver Pictures, als Generalmanager in die Firma ein, um die Inbetriebnahme des Studios zu beaufsichtigen und den laufenden Betrieb zu führen.
Das Studio schloss im Jahr 2000 nach dem finanziellen Misserfolg ihres dritten und letzten Films, Titan A.E..

## Filmografie
Filme
- Anastasia (1997)
- Titan A.E. (2000)

Direct-to-Video
- Bartok der Großartige (1999)

Beiträge
- Adventures from the Book of Virtues (Fernsehserie) (1996–2000)[1][2]
- Der Prinz von Ägypten (1998)[3]